# Russisch voetbalelftal (vrouwen)
Het Russisch vrouwenvoetbalelftal is een voetbalteam dat uitkomt voor Rusland bij internationale wedstrijden, zoals het Europees kampioenschap.

## Prestaties op eindronden

### Wereldkampioenschap
| Jaar   | Resultaat                         | Wed                               | W                                 | G                                 | V                                 | DV                                | DT                                |
| ------ | --------------------------------- | --------------------------------- | --------------------------------- | --------------------------------- | --------------------------------- | --------------------------------- | --------------------------------- |
| 1991   | Niet deelgenomen aan kwalificatie | Niet deelgenomen aan kwalificatie | Niet deelgenomen aan kwalificatie | Niet deelgenomen aan kwalificatie | Niet deelgenomen aan kwalificatie | Niet deelgenomen aan kwalificatie | Niet deelgenomen aan kwalificatie |
| 1995   | Niet gekwalificeerd               | Niet gekwalificeerd               | Niet gekwalificeerd               | Niet gekwalificeerd               | Niet gekwalificeerd               | Niet gekwalificeerd               | Niet gekwalificeerd               |
| 1999   | Kwartfinale                       | 4                                 | 2                                 | 0                                 | 2                                 | 10                                | 5                                 |
| 2003   | Kwartfinale                       | 4                                 | 2                                 | 0                                 | 2                                 | 6                                 | 9                                 |
| 2007   | Niet gekwalificeerd               | Niet gekwalificeerd               | Niet gekwalificeerd               | Niet gekwalificeerd               | Niet gekwalificeerd               | Niet gekwalificeerd               | Niet gekwalificeerd               |
| 2011   | Niet gekwalificeerd               | Niet gekwalificeerd               | Niet gekwalificeerd               | Niet gekwalificeerd               | Niet gekwalificeerd               | Niet gekwalificeerd               | Niet gekwalificeerd               |
| 2015   | Niet gekwalificeerd               | Niet gekwalificeerd               | Niet gekwalificeerd               | Niet gekwalificeerd               | Niet gekwalificeerd               | Niet gekwalificeerd               | Niet gekwalificeerd               |
| 2019   | Niet gekwalificeerd               | Niet gekwalificeerd               | Niet gekwalificeerd               | Niet gekwalificeerd               | Niet gekwalificeerd               | Niet gekwalificeerd               | Niet gekwalificeerd               |
| 2023   | Gediskwalificeerd                 | Gediskwalificeerd                 | Gediskwalificeerd                 | Gediskwalificeerd                 | Gediskwalificeerd                 | Gediskwalificeerd                 | Gediskwalificeerd                 |
| Totaal | 2/8                               | 8                                 | 4                                 | 0                                 | 4                                 | 16                                | 14                                |

### Europees kampioenschap
| Jaar   | Resultaat                                      | Wed                                            | W                                              | G                                              | V                                              | DV                                             | DT                                             |
| ------ | ---------------------------------------------- | ---------------------------------------------- | ---------------------------------------------- | ---------------------------------------------- | ---------------------------------------------- | ---------------------------------------------- | ---------------------------------------------- |
| 1984   | Niet deelgenomen, onderdeel van de Sovjet-Unie | Niet deelgenomen, onderdeel van de Sovjet-Unie | Niet deelgenomen, onderdeel van de Sovjet-Unie | Niet deelgenomen, onderdeel van de Sovjet-Unie | Niet deelgenomen, onderdeel van de Sovjet-Unie | Niet deelgenomen, onderdeel van de Sovjet-Unie | Niet deelgenomen, onderdeel van de Sovjet-Unie |
| 1987   | Niet deelgenomen, onderdeel van de Sovjet-Unie | Niet deelgenomen, onderdeel van de Sovjet-Unie | Niet deelgenomen, onderdeel van de Sovjet-Unie | Niet deelgenomen, onderdeel van de Sovjet-Unie | Niet deelgenomen, onderdeel van de Sovjet-Unie | Niet deelgenomen, onderdeel van de Sovjet-Unie | Niet deelgenomen, onderdeel van de Sovjet-Unie |
| 1989   | Niet deelgenomen, onderdeel van de Sovjet-Unie | Niet deelgenomen, onderdeel van de Sovjet-Unie | Niet deelgenomen, onderdeel van de Sovjet-Unie | Niet deelgenomen, onderdeel van de Sovjet-Unie | Niet deelgenomen, onderdeel van de Sovjet-Unie | Niet deelgenomen, onderdeel van de Sovjet-Unie | Niet deelgenomen, onderdeel van de Sovjet-Unie |
| 1991   | Niet deelgenomen, onderdeel van de Sovjet-Unie | Niet deelgenomen, onderdeel van de Sovjet-Unie | Niet deelgenomen, onderdeel van de Sovjet-Unie | Niet deelgenomen, onderdeel van de Sovjet-Unie | Niet deelgenomen, onderdeel van de Sovjet-Unie | Niet deelgenomen, onderdeel van de Sovjet-Unie | Niet deelgenomen, onderdeel van de Sovjet-Unie |
| 1993   | Kwartfinale                                    | 1                                              | 0                                              | 0                                              | 1                                              | 0                                              | 7                                              |
| 1995   | Kwartfinale                                    | 1                                              | 0                                              | 0                                              | 1                                              | 0                                              | 5                                              |
| 1997   | Eerste ronde                                   | 3                                              | 0                                              | 0                                              | 3                                              | 2                                              | 6                                              |
| 2001   | Eerste ronde                                   | 3                                              | 0                                              | 1                                              | 2                                              | 1                                              | 7                                              |
| 2005   | Niet gekwalificeerd                            | Niet gekwalificeerd                            | Niet gekwalificeerd                            | Niet gekwalificeerd                            | Niet gekwalificeerd                            | Niet gekwalificeerd                            | Niet gekwalificeerd                            |
| 2009   | Eerste ronde                                   | 3                                              | 0                                              | 0                                              | 3                                              | 2                                              | 8                                              |
| 2013   | Eerste ronde                                   | 3                                              | 0                                              | 2                                              | 1                                              | 3                                              | 5                                              |
| 2017   | Eerste ronde                                   | 3                                              | 1                                              | 0                                              | 2                                              | 2                                              | 5                                              |
| 2022   | Gediskwalificeerd                              | Gediskwalificeerd                              | Gediskwalificeerd                              | Gediskwalificeerd                              | Gediskwalificeerd                              | Gediskwalificeerd                              | Gediskwalificeerd                              |
| Totaal | 7/12                                           | 17                                             | 1                                              | 3                                              | 13                                             | 10                                             | 43                                             |

## Selecties

### Wereldkampioenschap
| Selectie Rusland bij het Wereldkampioenschap 1999 | Selectie Rusland bij het Wereldkampioenschap 1999 | Selectie Rusland bij het Wereldkampioenschap 1999 | Selectie Rusland bij het Wereldkampioenschap 1999 | Selectie Rusland bij het Wereldkampioenschap 1999 | Selectie Rusland bij het Wereldkampioenschap 1999 | Selectie Rusland bij het Wereldkampioenschap 1999 | Selectie Rusland bij het Wereldkampioenschap 1999 | Selectie Rusland bij het Wereldkampioenschap 1999 |
| №                                                 | Naam                                              | Wed.                                              | Dlpnt.                                            | Club                                              |                                                   |                                                   |                                                   |                                                   |
| ------------------------------------------------- | ------------------------------------------------- | ------------------------------------------------- | ------------------------------------------------- | ------------------------------------------------- | ------------------------------------------------- | ------------------------------------------------- | ------------------------------------------------- | ------------------------------------------------- |
| Doel                                              |                                                   |                                                   |                                                   |                                                   |                                                   |                                                   |                                                   |                                                   |
| 1                                                 | Svetlana Petko                                    |                                                   |                                                   |                                                   |                                                   |                                                   |                                                   |                                                   |
| 12                                                | Alla Volkova                                      |                                                   |                                                   |                                                   |                                                   |                                                   |                                                   |                                                   |
| 20                                                | Larissa Kapitonova                                |                                                   |                                                   |                                                   |                                                   |                                                   |                                                   |                                                   |
| Verdediging                                       |                                                   |                                                   |                                                   |                                                   |                                                   |                                                   |                                                   |                                                   |
| 2                                                 | Yulia Yushekivitch                                |                                                   |                                                   |                                                   |                                                   |                                                   |                                                   |                                                   |
| 3                                                 | Marina Burakova                                   |                                                   |                                                   |                                                   |                                                   |                                                   |                                                   |                                                   |
| 4                                                 | Natalia Karasseva                                 |                                                   |                                                   |                                                   |                                                   |                                                   |                                                   |                                                   |
| 5                                                 | Tatiana Cheverda                                  |                                                   |                                                   |                                                   |                                                   |                                                   |                                                   |                                                   |
| 16                                                | Natalia Filippova                                 |                                                   |                                                   |                                                   |                                                   |                                                   |                                                   |                                                   |
| 19                                                | Tatiana Zaytseva                                  |                                                   |                                                   |                                                   |                                                   |                                                   |                                                   |                                                   |
| Middenveld                                        |                                                   |                                                   |                                                   |                                                   |                                                   |                                                   |                                                   |                                                   |
| 6                                                 | Galina Komarova                                   |                                                   |                                                   |                                                   |                                                   |                                                   |                                                   |                                                   |
| 7                                                 | Tatiana Egorova                                   |                                                   |                                                   |                                                   |                                                   |                                                   |                                                   |                                                   |
| 8                                                 | Irina Grigorieva                                  |                                                   |                                                   |                                                   |                                                   |                                                   |                                                   |                                                   |
| 9                                                 | Aleksandra Svetlitskaya                           |                                                   |                                                   |                                                   |                                                   |                                                   |                                                   |                                                   |
| 13                                                | Elena Fomina                                      |                                                   |                                                   |                                                   |                                                   |                                                   |                                                   |                                                   |
| 14                                                | Olga Karasseva                                    |                                                   |                                                   |                                                   |                                                   |                                                   |                                                   |                                                   |
| 17                                                | Elena Lissacheva                                  |                                                   |                                                   |                                                   |                                                   |                                                   |                                                   |                                                   |
| 18                                                | Tatiana Skotnikova                                |                                                   |                                                   |                                                   |                                                   |                                                   |                                                   |                                                   |
| Aanval                                            |                                                   |                                                   |                                                   |                                                   |                                                   |                                                   |                                                   |                                                   |
| 10                                                | Natalia Barbashina                                |                                                   |                                                   |                                                   |                                                   |                                                   |                                                   |                                                   |
| 11                                                | Olga Letyushova                                   |                                                   |                                                   |                                                   |                                                   |                                                   |                                                   |                                                   |
| 15                                                | Larissa Savina                                    |                                                   |                                                   |                                                   |                                                   |                                                   |                                                   |                                                   |
| Bondscoach: Yuriy Bystritskiy                     |                                                   |                                                   |                                                   |                                                   |                                                   |                                                   |                                                   |                                                   |

### Europees kampioenschap
| Selectie Rusland bij het Europees kampioenschap 2001 | Selectie Rusland bij het Europees kampioenschap 2001 | Selectie Rusland bij het Europees kampioenschap 2001 | Selectie Rusland bij het Europees kampioenschap 2001 | Selectie Rusland bij het Europees kampioenschap 2001 | Selectie Rusland bij het Europees kampioenschap 2001 | Selectie Rusland bij het Europees kampioenschap 2001 | Selectie Rusland bij het Europees kampioenschap 2001 | Selectie Rusland bij het Europees kampioenschap 2001 |
| №                                                    | Naam                                                 | Wed.                                                 | Dlpnt.                                               | Club                                                 |                                                      |                                                      |                                                      |                                                      |
| ---------------------------------------------------- | ---------------------------------------------------- | ---------------------------------------------------- | ---------------------------------------------------- | ---------------------------------------------------- | ---------------------------------------------------- | ---------------------------------------------------- | ---------------------------------------------------- | ---------------------------------------------------- |
| Doel                                                 |                                                      |                                                      |                                                      |                                                      |                                                      |                                                      |                                                      |                                                      |
| 1                                                    | Svetlana Petko                                       |                                                      |                                                      |                                                      |                                                      |                                                      |                                                      |                                                      |
| 12                                                   | Larissa Kapitonova                                   |                                                      |                                                      |                                                      |                                                      |                                                      |                                                      |                                                      |
| Verdediging                                          |                                                      |                                                      |                                                      |                                                      |                                                      |                                                      |                                                      |                                                      |
| 3                                                    | Marina Burakova                                      |                                                      |                                                      |                                                      |                                                      |                                                      |                                                      |                                                      |
| 4                                                    | Elena Jikhareva                                      |                                                      |                                                      |                                                      |                                                      |                                                      |                                                      |                                                      |
| 5                                                    | Natalia Filippova                                    |                                                      |                                                      |                                                      |                                                      |                                                      |                                                      |                                                      |
| 13                                                   | Oksana Shmachkova                                    |                                                      |                                                      |                                                      |                                                      |                                                      |                                                      |                                                      |
| 14                                                   | Natalia Karasseva                                    |                                                      |                                                      |                                                      |                                                      |                                                      |                                                      |                                                      |
| 18                                                   | Anastassia Pustovoitova                              |                                                      |                                                      |                                                      |                                                      |                                                      |                                                      |                                                      |
| 19                                                   | Ioulia Issaeva                                       |                                                      |                                                      |                                                      |                                                      |                                                      |                                                      |                                                      |
| Middenveld                                           |                                                      |                                                      |                                                      |                                                      |                                                      |                                                      |                                                      |                                                      |
| 2                                                    | Olga Karasseva                                       |                                                      |                                                      |                                                      |                                                      |                                                      |                                                      |                                                      |
| 6                                                    | Galina Komarova                                      |                                                      |                                                      |                                                      |                                                      |                                                      |                                                      |                                                      |
| 7                                                    | Tatiana Egorova                                      |                                                      |                                                      |                                                      |                                                      |                                                      |                                                      |                                                      |
| 8                                                    | Irina Grigorieva                                     |                                                      |                                                      |                                                      |                                                      |                                                      |                                                      |                                                      |
| 9                                                    | Aleksandra Svetlitskaya                              |                                                      |                                                      |                                                      |                                                      |                                                      |                                                      |                                                      |
| 15                                                   | Elena Fomina                                         |                                                      |                                                      |                                                      |                                                      |                                                      |                                                      |                                                      |
| 17                                                   | Tatiana Skotnikova                                   |                                                      |                                                      |                                                      |                                                      |                                                      |                                                      |                                                      |
| Aanval                                               |                                                      |                                                      |                                                      |                                                      |                                                      |                                                      |                                                      |                                                      |
| 10                                                   | Natalia Barbashina                                   |                                                      |                                                      |                                                      |                                                      |                                                      |                                                      |                                                      |
| 11                                                   | Olga Letyushova                                      |                                                      |                                                      |                                                      |                                                      |                                                      |                                                      |                                                      |
| 16                                                   | Olga Kremleva                                        |                                                      |                                                      |                                                      |                                                      |                                                      |                                                      |                                                      |
| Bondscoach: Yuriy Bystritskiy                        |                                                      |                                                      |                                                      |                                                      |                                                      |                                                      |                                                      |                                                      |

| Selectie Rusland bij het Europees kampioenschap 2009 | Selectie Rusland bij het Europees kampioenschap 2009 | Selectie Rusland bij het Europees kampioenschap 2009 | Selectie Rusland bij het Europees kampioenschap 2009 | Selectie Rusland bij het Europees kampioenschap 2009 | Selectie Rusland bij het Europees kampioenschap 2009 | Selectie Rusland bij het Europees kampioenschap 2009 | Selectie Rusland bij het Europees kampioenschap 2009 | Selectie Rusland bij het Europees kampioenschap 2009 |
| №                                                    | Naam                                                 | Wed.                                                 | Dlpnt.                                               | Club                                                 |                                                      |                                                      |                                                      |                                                      |
| ---------------------------------------------------- | ---------------------------------------------------- | ---------------------------------------------------- | ---------------------------------------------------- | ---------------------------------------------------- | ---------------------------------------------------- | ---------------------------------------------------- | ---------------------------------------------------- | ---------------------------------------------------- |
| Doel                                                 |                                                      |                                                      |                                                      |                                                      |                                                      |                                                      |                                                      |                                                      |
| 1                                                    | Elvira Todua                                         |                                                      |                                                      | WFC Rossiyanka                                       |                                                      |                                                      |                                                      |                                                      |
| 12                                                   | Elena Kochneva                                       |                                                      |                                                      | Izmaylovo Moskva                                     |                                                      |                                                      |                                                      |                                                      |
| 22                                                   | Galina Vazhnova                                      |                                                      |                                                      | WFC Rossiyanka                                       |                                                      |                                                      |                                                      |                                                      |
| Verdediging                                          |                                                      |                                                      |                                                      |                                                      |                                                      |                                                      |                                                      |                                                      |
| 3                                                    | Anna Kozhnikova                                      |                                                      |                                                      | WFC Rossiyanka                                       |                                                      |                                                      |                                                      |                                                      |
| 6                                                    | Nadezhda Myskiv                                      |                                                      |                                                      | WFC Rossiyanka                                       |                                                      |                                                      |                                                      |                                                      |
| 7                                                    | Oksana Shmachkova                                    |                                                      |                                                      | WFC Rossiyanka                                       |                                                      |                                                      |                                                      |                                                      |
| 11                                                   | Olga Poryadina                                       |                                                      |                                                      | WFC Rossiyanka                                       |                                                      |                                                      |                                                      |                                                      |
| 16                                                   | Natalia Pertseva                                     |                                                      |                                                      | WFC Rossiyanka                                       |                                                      |                                                      |                                                      |                                                      |
| 19                                                   | Ksenia Tsybutovich                                   |                                                      |                                                      | Zvezda 2005 Perm                                     |                                                      |                                                      |                                                      |                                                      |
| Middenveld                                           |                                                      |                                                      |                                                      |                                                      |                                                      |                                                      |                                                      |                                                      |
| 4                                                    | Ekaterina Sochneva                                   |                                                      |                                                      | Izmaylovo Moskva                                     |                                                      |                                                      |                                                      |                                                      |
| 5                                                    | Tatiana Skotnikova                                   |                                                      |                                                      | WFC Rossiyanka                                       |                                                      |                                                      |                                                      |                                                      |
| 8                                                    | Valentina Savchenkova                                |                                                      |                                                      | Zvezda 2005 Perm                                     |                                                      |                                                      |                                                      |                                                      |
| 9                                                    | Elena Fomina                                         |                                                      |                                                      | Izmaylovo Moskva                                     |                                                      |                                                      |                                                      |                                                      |
| 14                                                   | Nadezhda Kharchenko                                  |                                                      |                                                      | WFC Rossiyanka                                       |                                                      |                                                      |                                                      |                                                      |
| 18                                                   | Svetlana Tsydikova                                   |                                                      |                                                      | Energy Voronezh                                      |                                                      |                                                      |                                                      |                                                      |
| 21                                                   | Elena Morozova                                       |                                                      |                                                      | WFC Rossiyanka                                       |                                                      |                                                      |                                                      |                                                      |
| Aanval                                               |                                                      |                                                      |                                                      |                                                      |                                                      |                                                      |                                                      |                                                      |
| 2                                                    | Elena Terekhova                                      |                                                      |                                                      | WFC Rossiyanka                                       |                                                      |                                                      |                                                      |                                                      |
| 10                                                   | Olesya Kurochkina                                    |                                                      |                                                      | Zvezda 2005 Perm                                     |                                                      |                                                      |                                                      |                                                      |
| 13                                                   | Alla Rogova                                          |                                                      |                                                      | Izmaylovo Moskva                                     |                                                      |                                                      |                                                      |                                                      |
| 15                                                   | Olga Petrova                                         |                                                      |                                                      | WFC Rossiyanka                                       |                                                      |                                                      |                                                      |                                                      |
| 17                                                   | Elena Danilova                                       |                                                      |                                                      | WFC Rossiyanka                                       |                                                      |                                                      |                                                      |                                                      |
| 20                                                   | Natalia Barbashina                                   |                                                      |                                                      | Zvezda 2005 Perm                                     |                                                      |                                                      |                                                      |                                                      |
| Bondscoach: Igor Sjalimov                            |                                                      |                                                      |                                                      |                                                      |                                                      |                                                      |                                                      |                                                      |

| Selectie Rusland bij het Europees kampioenschap 2013 | Selectie Rusland bij het Europees kampioenschap 2013 | Selectie Rusland bij het Europees kampioenschap 2013 | Selectie Rusland bij het Europees kampioenschap 2013 | Selectie Rusland bij het Europees kampioenschap 2013 | Selectie Rusland bij het Europees kampioenschap 2013 | Selectie Rusland bij het Europees kampioenschap 2013 | Selectie Rusland bij het Europees kampioenschap 2013 | Selectie Rusland bij het Europees kampioenschap 2013 |
| №                                                    | Naam                                                 | Wed.                                                 | Dlpnt.                                               | Club                                                 |                                                      |                                                      |                                                      |                                                      |
| ---------------------------------------------------- | ---------------------------------------------------- | ---------------------------------------------------- | ---------------------------------------------------- | ---------------------------------------------------- | ---------------------------------------------------- | ---------------------------------------------------- | ---------------------------------------------------- | ---------------------------------------------------- |
| Doel                                                 |                                                      |                                                      |                                                      |                                                      |                                                      |                                                      |                                                      |                                                      |
| 1                                                    | Elvira Todoea                                        |                                                      |                                                      | Rossijanka                                           |                                                      |                                                      |                                                      |                                                      |
| 12                                                   | Joelija Gritsjenko                                   |                                                      |                                                      | Koebanotsjka Krasnodar                               |                                                      |                                                      |                                                      |                                                      |
| 21                                                   | Margarita Sjirokova                                  |                                                      |                                                      | Rossijanka                                           |                                                      |                                                      |                                                      |                                                      |
| Verdediging                                          |                                                      |                                                      |                                                      |                                                      |                                                      |                                                      |                                                      |                                                      |
| 2                                                    | Joelija Gordejeva                                    |                                                      |                                                      | Izmajlovo Moskou                                     |                                                      |                                                      |                                                      |                                                      |
| 15                                                   | Anastasija Kostjoekova                               |                                                      |                                                      | Zorki Krasnogorsk                                    |                                                      |                                                      |                                                      |                                                      |
| 16                                                   | Natalja Pertseva                                     |                                                      |                                                      | Rossijanka                                           |                                                      |                                                      |                                                      |                                                      |
| 18                                                   | Jelena Medved                                        |                                                      |                                                      | Zorki Krasnogorsk                                    |                                                      |                                                      |                                                      |                                                      |
| 19                                                   | Ksenija Tsyboetovitsj                                |                                                      |                                                      | Rjazan VDV                                           |                                                      |                                                      |                                                      |                                                      |
| 22                                                   | Darja Makarenko                                      |                                                      |                                                      | Zvezda 2005 Perm                                     |                                                      |                                                      |                                                      |                                                      |
| Middenveld                                           |                                                      |                                                      |                                                      |                                                      |                                                      |                                                      |                                                      |                                                      |
| 3                                                    | Jekaterina Stepanenko                                |                                                      |                                                      | Izmajlovo Moskou                                     |                                                      |                                                      |                                                      |                                                      |
| 4                                                    | Marija Djatsjkova                                    |                                                      |                                                      | Zvezda 2005 Perm                                     |                                                      |                                                      |                                                      |                                                      |
| 5                                                    | Olga Petrova                                         |                                                      |                                                      | Rossijanka                                           |                                                      |                                                      |                                                      |                                                      |
| 6                                                    | Joelija Bessolova                                    |                                                      |                                                      | Izmajlovo Moskou                                     |                                                      |                                                      |                                                      |                                                      |
| 8                                                    | Valentina Savtsjenkova                               |                                                      |                                                      | Rjazan VDV                                           |                                                      |                                                      |                                                      |                                                      |
| 9                                                    | Anastasija Pozdejeva                                 |                                                      |                                                      | Zvezda 2005 Perm                                     |                                                      |                                                      |                                                      |                                                      |
| 10                                                   | Jelena Terechova                                     |                                                      |                                                      | Rjazan VDV                                           |                                                      |                                                      |                                                      |                                                      |
| 13                                                   | Alla Sidorovskaja                                    |                                                      |                                                      | Izmajlovo Moskou                                     |                                                      |                                                      |                                                      |                                                      |
| 14                                                   | Tatjana Skotnikova                                   |                                                      |                                                      | Rossijanka                                           |                                                      |                                                      |                                                      |                                                      |
| 23                                                   | Jelena Morozova                                      |                                                      |                                                      | Zorki Krasnogorsk                                    |                                                      |                                                      |                                                      |                                                      |
| Aanval                                               |                                                      |                                                      |                                                      |                                                      |                                                      |                                                      |                                                      |                                                      |
| 7                                                    | Olesja Koerotsjkina                                  |                                                      |                                                      | Izmajlovo Moskou                                     |                                                      |                                                      |                                                      |                                                      |
| 11                                                   | Jekaterina Sotsjneva                                 |                                                      |                                                      | Zorki Krasnogorsk                                    |                                                      |                                                      |                                                      |                                                      |
| 17                                                   | Natalja Sjljapina                                    |                                                      |                                                      | Rossijanka                                           |                                                      |                                                      |                                                      |                                                      |
| 20                                                   | Nelli Korovkina                                      |                                                      |                                                      | Izmajlovo Moskou                                     |                                                      |                                                      |                                                      |                                                      |
| Bondscoach: Sergej Lavrentjev                        |                                                      |                                                      |                                                      |                                                      |                                                      |                                                      |                                                      |                                                      |

| Selectie Rusland bij het Europees kampioenschap 2017 | Selectie Rusland bij het Europees kampioenschap 2017 | Selectie Rusland bij het Europees kampioenschap 2017 | Selectie Rusland bij het Europees kampioenschap 2017 | Selectie Rusland bij het Europees kampioenschap 2017 | Selectie Rusland bij het Europees kampioenschap 2017 | Selectie Rusland bij het Europees kampioenschap 2017 | Selectie Rusland bij het Europees kampioenschap 2017 | Selectie Rusland bij het Europees kampioenschap 2017 |
| №                                                    | Naam                                                 | Wed.                                                 | Dlpnt.                                               | Club                                                 |                                                      |                                                      |                                                      |                                                      |
| ---------------------------------------------------- | ---------------------------------------------------- | ---------------------------------------------------- | ---------------------------------------------------- | ---------------------------------------------------- | ---------------------------------------------------- | ---------------------------------------------------- | ---------------------------------------------------- | ---------------------------------------------------- |
| Doel                                                 |                                                      |                                                      |                                                      |                                                      |                                                      |                                                      |                                                      |                                                      |
| 1                                                    | Tatjana Sjtsjerbak                                   |                                                      |                                                      | Koebanotsjka Krasnodar                               |                                                      |                                                      |                                                      |                                                      |
| 12                                                   | Aljona Beljajeva                                     |                                                      |                                                      | Tsjertanovo Moskou                                   |                                                      |                                                      |                                                      |                                                      |
| 21                                                   | Joelija Gritsjenko                                   |                                                      |                                                      | Rossijanka                                           |                                                      |                                                      |                                                      |                                                      |
| Verdediging                                          |                                                      |                                                      |                                                      |                                                      |                                                      |                                                      |                                                      |                                                      |
| 3                                                    | Anna Kozjnikova                                      |                                                      |                                                      | CSKA Moskou                                          |                                                      |                                                      |                                                      |                                                      |
| 5                                                    | Viktorija Sjkoda                                     |                                                      |                                                      | Koebanotsjka Krasnodar                               |                                                      |                                                      |                                                      |                                                      |
| 8                                                    | Darja Makarenko                                      |                                                      |                                                      | Rjazan VDV                                           |                                                      |                                                      |                                                      |                                                      |
| 13                                                   | Anna Belomyttseva                                    |                                                      |                                                      | Rjazan VDV                                           |                                                      |                                                      |                                                      |                                                      |
| 14                                                   | Nasiba Gasanova                                      |                                                      |                                                      | Koebanotsjka Krasnodar                               |                                                      |                                                      |                                                      |                                                      |
| 19                                                   | Jekaterina Morozova                                  |                                                      |                                                      | Tsjertanovo Moskou                                   |                                                      |                                                      |                                                      |                                                      |
| Middenveld                                           |                                                      |                                                      |                                                      |                                                      |                                                      |                                                      |                                                      |                                                      |
| 2                                                    | Natalja Solodkaja                                    |                                                      |                                                      | Koebanotsjka Krasnodar                               |                                                      |                                                      |                                                      |                                                      |
| 4                                                    | Tatjana Sjejkina                                     |                                                      |                                                      | Rjazan VDV                                           |                                                      |                                                      |                                                      |                                                      |
| 7                                                    | Anastasija Pozdejeva                                 |                                                      |                                                      | Zvezda 2005 Perm                                     |                                                      |                                                      |                                                      |                                                      |
| 9                                                    | Anna Tsjolovjaga                                     |                                                      |                                                      | CSKA Moskou                                          |                                                      |                                                      |                                                      |                                                      |
| 10                                                   | Nadezjda Smirnova                                    |                                                      |                                                      | CSKA Moskou                                          |                                                      |                                                      |                                                      |                                                      |
| 18                                                   | Elvira Zijastinova                                   |                                                      |                                                      | CSKA Moskou                                          |                                                      |                                                      |                                                      |                                                      |
| 20                                                   | Margarita Tsjernomyrdina                             |                                                      |                                                      | Tsjertanovo Moskou                                   |                                                      |                                                      |                                                      |                                                      |
| 23                                                   | Jelena Morozova                                      |                                                      |                                                      | Koebanotsjka Krasnodar                               |                                                      |                                                      |                                                      |                                                      |
| Aanval                                               |                                                      |                                                      |                                                      |                                                      |                                                      |                                                      |                                                      |                                                      |
| 6                                                    | Nadezjda Karpova                                     |                                                      |                                                      | Tsjertanovo Moskou                                   |                                                      |                                                      |                                                      |                                                      |
| 11                                                   | Jekaterina Sotsjneva                                 |                                                      |                                                      | CSKA Moskou                                          |                                                      |                                                      |                                                      |                                                      |
| 15                                                   | Jelena Danilova                                      |                                                      |                                                      | Rjazan VDV                                           |                                                      |                                                      |                                                      |                                                      |
| 16                                                   | Marina Fjodorova                                     |                                                      |                                                      | Rjazan VDV                                           |                                                      |                                                      |                                                      |                                                      |
| 17                                                   | Jekaterina Pantjoechina                              |                                                      |                                                      | Zvezda 2005 Perm                                     |                                                      |                                                      |                                                      |                                                      |
| 22                                                   | Marina Kiskonen                                      |                                                      |                                                      | Tsjertanovo Moskou                                   |                                                      |                                                      |                                                      |                                                      |
| Bondscoach: Jelena Fomina                            |                                                      |                                                      |                                                      |                                                      |                                                      |                                                      |                                                      |                                                      |

RFS · A-internationals · Bondscoaches · Selecties · Statistieken · Russisch vrouwenelftal · Rusland U21 · Rusland U20 · Rusland U19 · Rusland U18 · Rusland U17 · Rusland U16
1912 – 1914 · 
1992 – 1999 · 
2000 – 2009 · 
2010 – 2019 ·
2020 − 2029
EK 1992** · 
EK 1996 · 
EK 2004 · 
EK 2008 · 
EK 2012 · 
EK 2016 · 
EK 2020
WK 1994 · 
WK 1998 · 
WK 2002 · 
WK 2006 · 
WK 2010 · 
WK 2014 · 
WK 2018
OS 1912
1912 · 
1913 · 
1914 · 
1915–1991 · 
1992 · 
1993 · 
1994 · 
1995 · 
1996 · 
1997 · 
1998 · 
1999 · 
2000 · 
2001 · 
2002 · 
2003 · 
2004 · 
2005 · 
2006 · 
2007 · 
2008 · 
2009 · 
2010 · 
2011 · 
2012 · 
2013 · 
2014 · 
2015 · 
2016 · 
2017 · 
2018 ·
2019 ·
2020 ·
2021 ·
2022 ·
2023 ·
2024 ·
2025
Albanië ·
Algerije ·
Andorra · 
Argentinië ·
Armenië · 
Azerbeidzjan · 
België ·
Bolivia · 
Brazilië ·
Brunei ·
Bulgarije · 
Chili ·
Costa Rica ·
Cuba ·
Cyprus · 
Denemarken · 
Duitsland · 
Egypte ·
Engeland ·
El Salvador ·
Estland · 
Faeröer · 
 Finland · 
Frankrijk · 
Georgië · 
Ghana ·
Grenada ·
Griekenland · 
Hongarije ·
Ierland ·
IJsland ·
Irak ·
Iran ·
Israël · 
Italië ·
Ivoorkust ·
Japan ·
Joegoslavië ·
Kameroen ·
Kazachstan ·
Kenia ·
Kirgizië ·
Kroatië · 
Letland · 
Liechtenstein · 
Litouwen · 
Luxemburg ·  
Malta ·
Marokko · 
Mexico · 
Moldavië · 
Montenegro · 
Nederland · 
Nieuw-Zeeland ·
Noord-Ierland · 
Noord-Macedonië ·
Noorwegen · 
Oekraïne · 
Oezbekistan ·
Oostenrijk · 
Polen ·
Portugal ·
Qatar · 
Roemenië · 
San Marino · 
Saoedi-Arabië · 
Schotland · 
Servië · 
Slovenië · 
Slowakije · 
Spanje · 
Syrië ·
Tadzjikistan ·
Tsjechië · 
Tunesië ·
Turkije ·
Uruguay · 
Verenigde Arabische Emiraten · 
Verenigde Staten ·
Vietnam  ·
Wales · 
Wit-Rusland ·
Zuid-Korea · 
Zweden · 
Zwitserland
Algerije (2014) · 
België (2014) · 
België (2021) · 
Denemarken (2021) ·
Egypte (2018) ·
Engeland (2016) ·
Finland (2021) ·
Griekenland (2008) ·
Griekenland (2012) ·
Kroatië (2018) ·
Nederland (2008) ·
Polen (2012) ·
Saoedi-Arabië (2018) ·
Slowakije (2016) ·
Spanje (2008, groepsfase) ·
Spanje (2008, halve finale) ·
Spanje (2018) ·
Tsjechië (2012) ·
Uruguay (2018) ·
Wales (2016) ·
Zuid-Korea (2014) ·
Zweden (2008)
** = Onder de naam Gemenebest van Onafhankelijke Staten